# Acid tiglic
Acidul tiglic este un compus organic, un acid carboxilic mononesaturat, fiind regăsit în anumiți produși naturali. Este izomerul trans al acidului 2-metil-2-butenoic, iar izomerul cis este acidul angelic. Sărurile și esterii săi se numesc tiglați. A fost izolat chiar și din secreția anumitor specii de coleoptere.